# 미쓰비시 디온
미쓰비시 디온(영어: Mitsubishi Dion, 일본어: 三菱・ディオン)은 일본의 자동차 제조업체 미쓰비시 자동차공업에서 2000년부터 2005년까지 생산했던 소헝 MPV이다. 1999년 도쿄 모터쇼에 전시된 후2000년 1월 25일에 1,598,000~1,848,000엔의 가격으로 출시되었으며 2-3-2 구성의 7인승 랜서/미라지 플랫폼을 확장하여 제작되었다.차명인 디오는 와인과 기쁨의 그리스 신인 디오니소스에서 유래되었다.

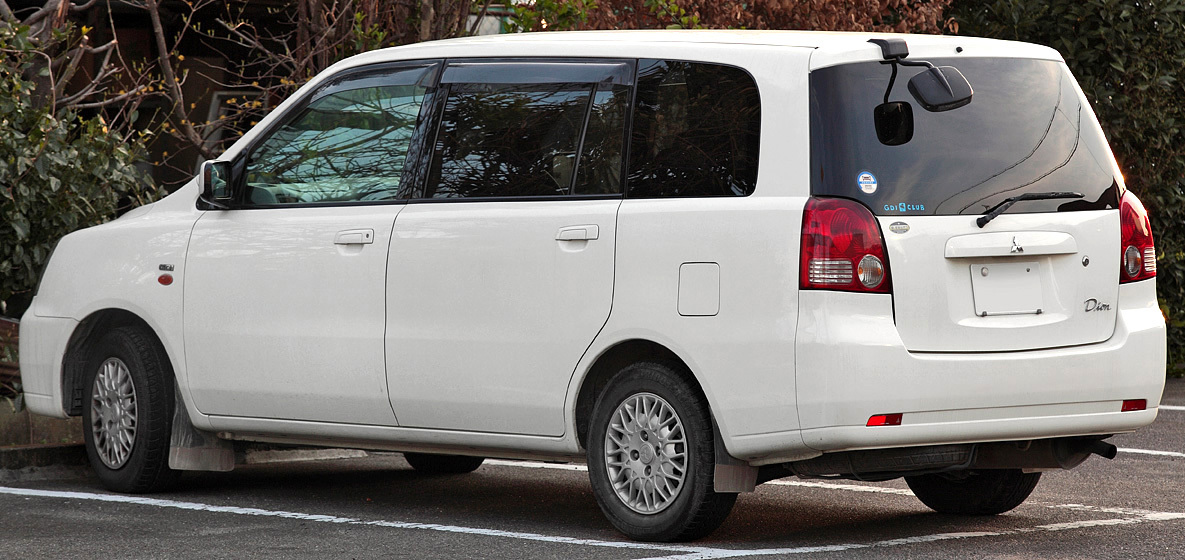
후면부
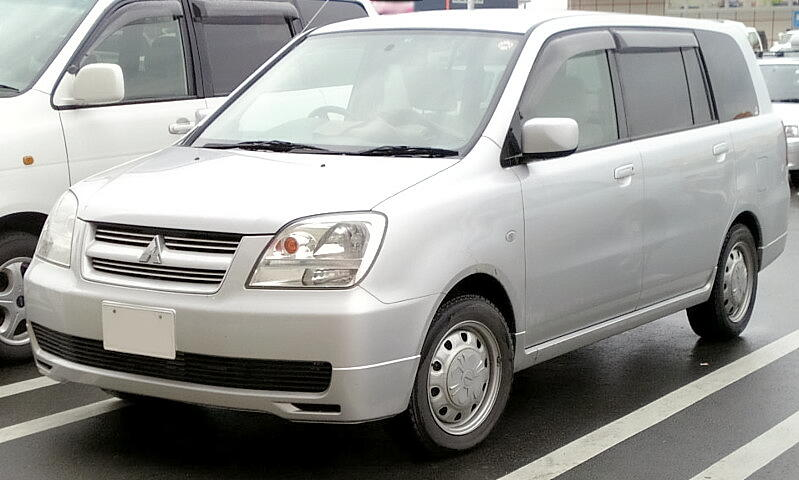
미쓰비시 디온의 페이스리프트 모델